# Ягодина (футбольний клуб)
«Ягодина» (серб. Fudbalski klub Jagodina / Фудбалски клуб Јагодина) — сербський футбольний клуб з однойменного міста. Заснований 1919 року.

## Досягнення
- Володар кубка Сербії: 2012-13